# Distretto di Sigus
Il distretto di Sigus è un distretto della provincia di Oum el Bouaghi, in Algeria, con capoluogo Sigus.

## Comuni
Sono comuni del distretto:
- Sigus
- El Amiria